# فروتلاند بارك
فروتلاند بارك (بالإنجليزية: Fruitland Park)‏ هي مدينة أمريكية تقع في ولاية فلوريدا. تبلغ مساحة هذه المدينة 9.5 (كم²)،ويبلغ عدد سكانها 3186 نسمة حسب إحصاء سنة 2010 م 3186.